# The Seven Hogs
The Seven Hogs (deutsch „die sieben Schweine“) auch als Magharee Islands (irisch Oileáin an Mhachaire, Na Machairí) bekannt, sind eine Gruppe von acht Inseln nördlich der Dingle-Halbinsel bzw. der Landzunge Magharees (irisch An Machaire), am westlichen Ende der Tralee Bay, im County Kerry in Irland. Es sind:
- Gurrig Island (irisch Gorach)
- Inishtooskert (Inis Tuaisceart)
- Illaunimmil (Oileán Imill)
- Illaunboe (Oileán Bó)
- Illauntannig (Oileán tSeanaigh)
- Reennafardarrig (Rinn na bhFear Dearg)
- Illaunturlogh (Oileán Traolaigh)
- Mucklaghbeg (An Mhuclach Bheag)

Der Magharees Sound trennt die flachen Kalksteininseln vom Festland. Vom Scraggane Pier aus kann man per Boot auf die Hauptinseln gelangen. Während der Sommermonate wird auf den unbewohnten Inseln, auf denen auch Ferienhäuser stehen, Vieh geweidet.
Die Ruinen zweier „Oratories“ (Kirchen), eines Souterrains, einiger Grabstellen und dreier Bienenkorbhütten des ummauerten St. Senagh- (Seanach-) Klosters aus dem 6. Jahrhundert befinden sich auf Illauntannig, der größten Insel des Archipels. Ungefähr 100 m von der alten Steinmauer stehen eine kreuzförmige Tafel und ein Bullaun.
In der Mitte der Tralee Bay liegen auch die Felsenklippen von Illaunabarnagh (Oileán na mBairneach) und Mucklaghmore (An Mhuclach Mhór).
Sie sind ein irisches National Monument.